# Кубок Боснії і Герцеговини з футболу 2019—2020
Кубок Боснії і Герцеговини з футболу 2019–2020 — 26-й розіграш кубкового футбольного турніру в Боснії і Герцеговини. Титул захищав Сараєво. У зв'язку з Пандемією COVID-19 1 червня 2020 року Футбольна асоціація Боснії і Герцеговини вирішила припинити проведення турніру. Переможця визначено не було.

## Календар
| Раунд        | Дата            | Матчі | Клуби   |
| ------------ | --------------- | ----- | ------- |
| Перший раунд | 18 вересня 2019 | 16    | 32 → 16 |
| 1/8 фіналу   | 2 жовтня 2019   | 8     | 16 → 8  |
| 1/4 фіналу   | 4 березня 2020  | 4     | 8 → 4   |
| 1/2 фіналу   |                 | 4     | 4 → 2   |
| Фінал        |                 | 2     | 2 → 1   |

## Перший раунд
| Команда 1                | Рахунок        | Команда 2            |
| ------------------------ | -------------- | -------------------- |
| 18 вересня 2019          |                |                      |
| Крупа (2)                | 0:0 (пен. 6:7) | Тузла Сіті           |
| Братство (Грачаниця) (2) | 2:3            | Вележ                |
| Козара (2)               | 1:1 (пен. 3:5) | Слобода (Тузла)      |
| ГОШК (2)                 | 1:1 (пен. 4:2) | Радник               |
| Любушки (3)              | 2:4            | Сараєво              |
| Текстилац (2)            | 0:3            | Желєзнічар           |
| Ораш'є (2)               | 0:4            | Борац (Баня-Лука)    |
| Рудар (Какань) (2)       | 3:0            | Челік                |
| Модрича (2)              | 0:3            | Звієзда 09           |
| Єдинство (Біхач) (2)     | 1:2            | Младост (Д)          |
| Будучност (Бановичі) (2) | 1:1 (пен. 1:4) | Широкі Брієг         |
| Звєзда (Градачац) (2)    | 0:4            | Зриньські            |
| Рудар (Прієдор) (2)      | 4:1            | Славія (2)           |
| Олімпік (Сараєво) (2)    | 2:1            | Радник (Хаджичи) (2) |
| Любич (Прнявор) (3)      | 1:1 (пен. 4:3) | Травник (2)          |
| Скугрич 1964 (3)         | 0:10           | ТОШК (Тешань) (2)    |

## 1/8 фіналу
| Команда 1           | Рахунок      | Команда 2          |
| ------------------- | ------------ | ------------------ |
| 2 жовтня 2019       |              |                    |
| Тузла Сіті          | 1:0          | Вележ              |
| Зриньські           | 2:0          | Слобода (Тузла)    |
| Широкі Брієг        | 3:2          | Сараєво            |
| Звієзда 09          | 0:6          | Борац (Баня-Лука)  |
| Желєзнічар          | 6:1          | Младост (Д)        |
| Рудар (Прієдор) (2) | 0:0 пен. 4:5 | Рудар (Какань) (2) |
| Любич (Прнявор) (3) | 0:2          | ГОШК (2)           |
| Олімпік (Сараєво)   | 3:0          | ТОШК (Тешань) (2)  |

## 1/4 фіналу
| Команда 1          | Рахунок      | Команда 2         |
| ------------------ | ------------ | ----------------- |
| 4 березня 2020     |              |                   |
| Зриньські          | 2:1          | Тузла Сіті        |
| Широкі Брієг       | 1:1 пен. 5:4 | Олімпік (Сараєво) |
| Борац (Баня-Лука)  | 0:2          | Желєзнічар        |
| Рудар (Какань) (2) | 0:3          | ГОШК (2)          |